# Amata Kabua
Amata Kabua (Majuro, 17 novembre 1928 – Honolulu, 20 dicembre 1996) è stato un politico marshallese.
Fu il primo Presidente delle Isole Marshall, dal 1979 al 1996, per cinque mandati consecutivi.

## Biografia
Amata Kabua era figlio di un importante uomo d'affari giapponese, mentre la madre era figlia di un capo locale di primaria importanza. Iniziò la sua carriera come insegnante di scuola prima di diventare capo di Majuro, e poi presidente delle Isole Marshall. Era stato uno dei principali partecipanti nei negoziati per ottenere l'indipendenza dagli Stati Uniti d'America. Scrisse anche le parole e la musica per l'inno nazionale, Forever Marshall Islands.
Morì nel 1996 ancora in carica come presidente, dopo una lunga malattia, nelle Hawaii.